# 72545 Robbiiwessen
72545 Robbiiwessen è un asteroide della fascia principale. Scoperto nel 2001, presenta un'orbita caratterizzata da un semiasse maggiore pari a 3,0495249 UA e da un'eccentricità di 0,0522231, inclinata di 10,64084° rispetto all'eclittica.